# Doktor Dolittle und seine Tiere
Doktor Dolittle und seine Tiere ist ein Kinderbuch des englischen Schriftstellers Hugh Lofting, das 1920 erstmals unter dem Titel The Story of Doctor Dolittle veröffentlicht wurde und den Auftakt einer ganzen Buchreihe bildete. Zudem wurde es mehrfach verfilmt.

## Handlung
John Dolittle lebt mit seiner Schwester zusammen in der kleinen Stadt Puddleby-on-the-Marsh und ist ein Arzt für Menschen. Seine Liebe zu Tieren und seine Bereitschaft, sie bei sich aufzunehmen, vergrault jedoch sowohl seine Schwester als auch seine Patienten. Schließlich entscheidet sich der Arzt, nur noch Tiere zu behandeln, wobei ihm zugutekommt, dass er die Sprache der Tiere versteht, die er mit Hilfe der Papageiendame Polynesia gelernt hat.
Als bei den Affen in Afrika eine Krankheit ausbricht, macht sich der Doktor mit Polynesia, dem Krokodil, dem Affen Tschi-Tschi, dem Hund Jip, der Ente Dab-Dab, dem Schwein Göb-Göb und der Eule Tuh-Tuh mit einem geliehenen Schiff auf den Weg dorthin. Dort trifft er auf den König der Jolliginki, der Dolittle die Durchfahrt aufgrund schlechter Erfahrungen mit anderen Weißen verbietet und ihn ins Gefängnis sperrt. Die Gruppe kann durch einen Trick fliehen, sodass der Doktor endlich die kranken Tiere Afrikas heilen kann. Als es an der Zeit ist, nach England zurückzukehren, bleiben die aus Afrika kommenden Tiere daheim, während sich das Stoßmich-Ziehdich, das am vorderen und hinteren Teil des Körpers einen Kopf hat, der Gruppe anschließt. Sie überlisten Piraten, befreien einen Jungen und retten dessen Onkel. Durch Ausstellung des unbekannten Stoßmich-Ziehdich verdient Dr. Dolittle genug Geld, um reich nach Puddleby zurückzukehren und seine Schulden zu bezahlen.

## Verfilmungen
In den 1930er Jahren schuf Lotte Reiniger, die Lofting persönlich kannte, auf der Basis der vom Autor gefertigten Zeichnungen einige Silhouettenfilme über das Buch. Pläne, daraus eine ganze Reihe zu fertigen und das komplette Buch zu verfilmen, scheiterten an Geldmangel. Es entstanden die drei etwa acht Minuten langen Kurzfilme Die Reise nach Afrika, Dr. Dolittle in Gefahr sowie In der Höhle des Löwen.
1967 entstand eine aufwändige Hollywood-Filmmusical-Fassung Doctor Dolittle, die Motive verschiedener Erzählungen kombinierte. Regie führte Richard Fleischer. Dr. Dolittle wurde dargestellt von Rex Harrison, weitere Rollen übernahmen Samantha Eggar, Anthony Newley, Richard Attenborough und William Dix. Tatsächlich war der Film nicht nur kein großer Erfolg, er ruinierte beinahe das Filmstudio 20th Century Fox, das sich erst 1973 durch eine Neuveröffentlichung von The Sound of Music wieder von dem finanziellen Schaden erholen konnte. Dennoch erhielt er bei der Oscarverleihung 1968 neun Oscar-Nominierungen, darunter als Bester Film. Eine Auszeichnung erhielten die Visuellen Effekte, während das Lied (If I Could) Talk to the Animals, gesungen von Rex Harrison, den Oscar für das beste Lied gewann.
Von 1970 bis 1972 entstand die US-amerikanische Zeichentrickserie The further Adventures of Doctor Dolittle. Pidax Film veröffentlichte die komplette Serie im November 2018 auf DVD, inklusive der letzten, 17. Episode, die nicht auf Deutsch synchronisiert wurde.
1998 und 2001 stellte Eddie Murphy den Tierarzt in modernen Varianten des Themas dar, die nur wenig mit der Vorlage gemein haben, etwa das Sprechen mit Tieren.
2020 wurde mit Die fantastische Reise des Dr. Dolittle (Dolittle) eine weitere Verfilmung veröffentlicht.

## Fortsetzungen
Hugh Lofting verfasste noch weitere Romane um den kauzigen Tierarzt: Doktor Dolittles schwimmende Insel, Doktor Dolittles Postamt, Doktor Dolittles Zirkus, Doktor Dolittles Zoo, Doktor Dolittles größte Reise, Doktor Dolittle auf dem Mond und  Doktor Dolittles Tieroper. Postum wurden noch Doktor Dolittles geheimnisvoller See, Doktor Dolittle und der grüne Kanarienvogel und Doktor Dolittles neue Abenteuer veröffentlicht.

## Adaption
- Der sowjetische Schriftsteller Kornej Tschukowski veröffentlichte 1938 seine stark an Dr. Dolittle angelehnte Adaption Dr. Aibolit.

## Deutsche Buchausgaben
Das Buch wurde erstmals 1926 von Edith Jacobsohn ins Deutsche übersetzt und erschien in Jacobsohns Verlag Williams & Co. Nach 1945 erschien es im Cecilie Dressler Verlag. Eine aktuelle Übersetzung von Gisbert Haefs stammt aus dem Jahr 2005.
- Doktor Dolittle und seine Tiere, Süddeutsche Zeitung / Bibliothek, 2005, ISBN 3-86615-115-2

Als Hörbuch:
- Hugh Lofting: Doktor Dolittle. Audiobuch, gelesen von Elke Heidenreich, 2000, Kein & Aber, ISBN 3-906547-29-9